# Kim Xuân
Châu Thị Kim Xuân (sinh ngày 26 tháng 8 năm 1956), thường được biết đến với nghệ danh Kim Xuân, là một diễn viên điện ảnh, diễn viên sân khấu người Việt Nam. Bà đã được Nhà nước Việt Nam phong tặng danh hiệu Nghệ sĩ Nhân dân vào năm 2019.

## Tiểu sử
Châu Thị Kim Xuân sinh ngày 26 tháng 8 năm 1956 tại Sài Gòn. Là con gái của nghệ sĩ Hề Vui Tươi. Vì sở hữu nhan sắc xinh đẹp nên năm 20 tuổi, bà đã được tuyển chọn vào lớp diễn viên kịch.

## Sự nghiệp
Năm 1970, Kim Xuân được khán giả biết đến qua vai diễn đầu tay trong bộ phim điện ảnh Loan mắt nhung của đạo diễn Lê Dân, bộ phim được chuyển thể từ tiểu thuyết cùng tên của nhà văn Nguyễn Thụy Long với sự tham gia của nghệ sĩ Thanh Nga.
Đến năm 1978, bà được ra mắt lần đầu tiên trên sân khấu kịch khi diễn vai thanh niên xung phong lên đường ra trận. Hoạt động tại đoàn kịch được một thời gian thì bà được lên hàng "đào chánh". Thời gian này bà ít hoạt động nghệ thuật hơn để chăm sóc cho gia đình, bà cũng nhận làm thêm hài kịch cùng nghệ sĩ Bảo Quốc và Duy Phương để kiếm thêm thu nhập. Có giai đoạn khó khăn, bà từng phải đi trải sạp bán áo quần ngoài chợ, chia sẻ cùng chồng để trang trải cuộc sống.
Năm 1986, Kim Xuân quay trở lại màn ảnh. Tham gia vào bộ phim điện ảnh Y H'Nua của đạo diễn Bạch Diệp. Tiếp sau đó là những bộ phim như: Người đi tìm vàng (1989), Ngọc trong đá (1990), Ngôi sao cô đơn (1991) và Người nghèo cũng cười (1992). Đây đều là những tác phẩm đáng nhớ trong suốt sự nghiệp của bà. Năm 1993 bà tiếp tục tham gia nhiều bộ phim như Giọt lệ chưa khô, Vĩnh biệt mùa hè, Vị đắng tình yêu và Nước mắt học trò. Nhờ những vai diễn này mà Kim Xuân nhận được giải thưởng diễn viên phụ xuất sắc do Tạp chí Điện ảnh bình chọn vào cùng năm. Năm 1994, Kim Xuân bắt đầu chuyển hướng sang dòng phim truyền hình. Bộ phim đầu tiên mà bà tham gia có tên Cánh chim mặt trời. Cũng trong năm này, bà tham gia thêm hai bộ phim khác là Xương rồng đen và Cổ tích Việt Nam: Người hóa dế. Sau đó bà cũng rất tích cực hoạt động nghệ thuật khi tham gia các bộ phim như Đồng tiền nhân nghĩa (1995), Giữa dòng (1995), Lời thề (1996) và Người đẹp Tây Đô (1996). Đến năm 1997, bà vào công tác tại Sân khấu kịch Idecaf.
Kim Xuân xuất hiện nhiều trên sân khấu kịch, phim điện ảnh, và phim truyền hình và là một nữ diễn viên kì cựu có thể thành công ở ba lĩnh vực trên. Bà tham gia đủ thể loại với sự đa dạng trong tính cách từ vai chính, vai phụ, thậm chí vai rất phụ với nhiều độ tuổi khác nhau. Bà còn là giám khảo thường trực của Giải thưởng Ngôi Sao Xanh. Kim Xuân còn là hội viên của Hội Điện ảnh Thành phố Hồ Chí Minh. Bà đã từng đoạt 3 giải Diễn viên phụ xuất sắc do Hội Điện ảnh Thành phố Hồ Chí Minh (1992), Tạp chí Điện ảnh (1993) và Hãng phim truyền hình TFS (2001) trao tặng. Bà đã đoạt Huy chương Vàng tại Hội diễn sân khấu kịch nói toàn quốc năm 1991, Huy chương Vàng Liên hoan Sân khấu Mùa thu năm 1998 và Giải Mai Vàng do báo Người Lao động trao tặng năm 1997 với vai diễn trong vở kịch Mênh mông tình mẹ. Với những đóng góp cho nền nghệ thuật nước nhà, bà được phong tặng danh hiệu Nghệ sĩ ưu tú năm 2001 và Nghệ sĩ nhân dân năm 2019.

## Đời tư
Bà và chồng quen biết nhau vào cuối những năm 70. Lúc này, cả hai đều đang theo học tại lớp văn nghệ quần chúng. Sau một thời gian quen nhau, cả hai đã đi đến kết hôn vào năm 1980. Đến năm 1984, bà sinh con đầu lòng, là ca sĩ Huy Luân.

## Tác phẩm

### Điện ảnh
| Năm  | Phim                         | Vai           | Đạo diễn                  | Nguồn             |
| ---- | ---------------------------- | ------------- | ------------------------- | ----------------- |
| 1970 | Loan mắt nhung               | Dung          | NSƯT Lê Dân               |                   |
| 1986 | Y H'Nua                      | Thư ký        | NSND Bạch Diệp            |                   |
| 1989 | Người đi tìm vàng            | Nguyệt        | NSND Đào Bá Sơn           |                   |
| 1990 | Ngọc trong đá                | Mẹ Oanh       | Trần Cảnh Đôn             |                   |
| 1991 | Ngôi sao cô đơn              | Hai Lành      | Trần Cảnh Đôn             |                   |
| 1991 | Bí mật thành phố cấm         | Ngọc Mai      | Phan Vũ, Quốc Long        |                   |
| 1992 | Người nghèo cũng cười        | Vợ Xế Khoái   | NSND Bùi Cường            |                   |
| 1993 | Giọt lệ chưa khô             | Linh          |                           |                   |
| 1993 | Vĩnh biệt mùa hè             | Quang         | Lê Hoàng Hoa              |                   |
| 1993 | Vị đắng tình yêu             | Mẹ Anh Phương | Lê Xuân Hoàng             |                   |
| 1993 | Nước mắt học trò             |               | Lý Sơn                    |                   |
| 1994 | Chuyện tình của em           | Bình          | Trần Cảnh Đôn             |                   |
| 1994 | Nhịp đập trái tim            | Cô ca sĩ      | Lê Cung Bắc               |                   |
| 1995 | Đồng tiền nhân nghĩa         | Mai           | NSƯT Nguyễn Văn A         |                   |
| 1996 | Lời thề                      | Y tá          | Nguyễn Tường Phương       |                   |
| 1997 | Nước mắt muộn màng           | Bà Thiện      | Xuân Cường                |                   |
| 1997 | Người con báo hiếu           | Thanh Đề      | Vũ Hoàng Việt             |                   |
| 1999 | Chung cư                     | Cô Sáu        | Nguyễn Việt Linh          |                   |
| 1999 | Giấc mơ có thật              | Bích          | Hồ Nhân                   |                   |
| 2005 | 1735km                       | Mẹ Kiên       | Nguyễn Nghiêm Đặng Tuấn   |                   |
| 2009 | Chuyện tình xa xứ            | Kim           | Victor Vũ                 |                   |
| 2011 | Sài Gòn Yo!                  | Má Mai        | Stephane Gauger           |                   |
| 2014 | Quả tim máu                  | Lê            | Victor Vũ                 |                   |
| 2015 | Trúng số                     | Mười Lài      | Dustin Nguyễn             |                   |
| 2016 | Cô hầu gái                   | Bà Hàn        | Derek Nguyễn              |                   |
| 2016 | Bao giờ có yêu nhau          | Mẹ Linh       | Dustin Nguyễn             |                   |
| 2016 | Lật mặt 2: Phim trường       | Loan          | Lý Hải                    |                   |
| 2017 | Có căn nhà nằm nghe nắng mưa | Bà Tư         | Nguyễn Bình, Mai Thế Hiệp |                   |
| 2020 | Trái tim quái vật            | Sơ            | Tạ Nguyên Hiệp            |                   |
| 2020 | Sắc đẹp dối trá              | Mẹ Dương      | Kay Nguyen                |                   |
| 2022 | Nhà không bán                | Ngọc          | Hoàng Tuấn Cường          |                   |
| 2022 | 1990                         | Bà Xuân       | Nhất Trung                |                   |
| 2022 | Chìa khóa trăm tỷ            | Mẹ của Mai    | Võ Thanh Hòa              |                   |
| 2022 | Hạnh phúc máu                | Hà Phương     | Nguyễn Chung              | [ 4 ] [ 5 ] [ 6 ] |
| 2023 | Quỷ Cẩu                      | Bà Nga        | Võ Thanh Hòa              |                   |

### Truyền hình
| Năm  | Tựa                            | Vai             | Đạo diễn  | Nguồn |
| ---- | ------------------------------ | --------------- | --------- | ----- |
| 1994 | Cánh chim trời                 |                 |           |       |
| 1994 | Cổ tích Việt Nam: Người hóa dế | Vợ cai tổng     |           |       |
| 1995 | Giữa dòng                      | Nữ cán bộ       |           |       |
| 1996 | Lời thề                        | Y tá            |           |       |
| 1996 | Người đẹp Tây Đô               | Bà giáo Thành   |           |       |
| 2000 | Đối thủ                        | Mẹ Chinh        |           |       |
| 2000 | Dòng đời                       | Má An           |           |       |
| 2003 | Vị tướng tình báo và hai bà vợ | Chị Ba          | Bùi Cường |       |
| 2004 | Một cơn mê                     | Bà Hai          |           |       |
| 2004 | Lẵng hoa tình yêu              | Oanh            |           |       |
| 2004 | Bến phà                        | Cô Thu          |           |       |
| 2005 | Tiếng chuông trôi trên sông    | Bà Tím          |           | [ 7 ] |
| 2005 | Vòng xoáy tình yêu             | Bà Kim          |           |       |
| 2006 | Dưới cờ đại nghĩa              | Mẹ của Bảy Chơn |           |       |
| 2006 | Mùi Ngò gai                    | Bà Thanh        |           |       |
| 2008 | Âm tính                        | Hạnh            |           |       |
| 2008 | Cầu vồng đơn sắc               | Dì Ba Huệ       |           |       |
| 2009 | Dù gió có thổi                 | Bà Nga          |           |       |
| 2009 | Gia đình phép thuật            | Bà Sương        |           |       |
| 2010 | Cá rô! em yêu anh              | Mẹ Thái Hà      |           |       |
| 2010 | Ai                             | Bà Hai          |           |       |
| 2010 | Một dành cho em                | Bà Phúc         |           |       |
| 2010 | Chuyện tình mùa thu            | Bà Ngọc         |           |       |
| 2010 | Mẹ chồng nàng dâu              | Bà Tâm          |           |       |
| 2010 | Cuộc chiến hoa hồng 2          | Bà Diễm         |           |       |
| 2011 | Một thời ta đuổi bóng          | Bà Chi          |           |       |
| 2012 | Bến tình yêu                   | Bà Lâm          |           |       |
| 2012 | Những cô nàng độc thân làm mẹ  | Bà Kim          |           |       |
| 2012 | Khi yêu đừng nói chia tay      | Bà Liên         |           |       |
| 2013 | Cuới cháy kịp xuân             | Bà Hai          |           |       |
| 2013 | Chạy trốn tình yêu             | Bà Thy          |           |       |
| 2013 | Quý bà lắm chiêu               | Bà Nga          |           |       |
| 2013 | Bí mật đàn ông                 | Bà Ngọc Hoa     |           |       |
| 2013 | Con trai con gái               | Mẹ Bình         |           |       |
| 2014 | Vòng tròn 12 số                | Bà Huệ          |           |       |
| 2014 | Gia đình ngũ quả (phần 1)      | Hai Cúc         |           |       |
| 2014 | Những ngọn nến lung linh       | Bà Tám          |           |       |
| 2014 | Nhà không có mẹ chồng          | Bà Chi          |           |       |
| 2015 | Ải trần gian                   | Bà Cả           |           |       |
| 2015 | Bản năng thép                  | Bà Diễm         |           |       |
| 2015 | Oan gia khó tránh              | Bà Sáu          |           |       |
| 2015 | Giọt lệ bên sông               | Bà Xuân         |           |       |
| 2015 | Tình và lý                     | Bà Ngoại        |           |       |
| 2016 | Người giúp việc                | Bà Thục         |           |       |
| 2016 | Tiếng chuông trôi trên sông    | Bà Tím          |           |       |
| 2017 | Nghiêng nghiêng dòng nước      | Bà Hai Ơn       |           |       |
| 2017 | Những nàng bầu hành động       | Bà Yến          |           |       |
| 2018 | Cung đường tội lỗi             | Bà Minh         |           |       |
| 2018 | Tình già                       | Bà Hoa          |           |       |
| 2019 | Tình mẫu tử                    | Bà Sáu          |           |       |
| 2020 | Muôn kiểu làm dâu              | Bà Minh         |           |       |
| 2020 | Trói buộc yêu thương           | Bà Lan          |           |       |
| 2020 | Yêu trong đau thương           | Bà Hai          |           |       |
| 2021 | Công chúa nhỏ của nội          | Bà Huệ          |           |       |
| 2022 | Nơi ngọn gió dừng chân         | Bà Minh         |           |       |
| 2022 | 49 gặp 55                      | Bà Ngọc         |           |       |
| 2022 | Giấc mơ của mẹ                 | Bà Xuân         |           |       |
| 2023 | Tết ngọt Tết thơm              | Bà Lai          |           |       |
| 2023 | Nhà mình lạ lắm                | Bà Lệ           |           |       |
| 2023 | Dưới một mái nhà               | Bà Tám          |           |       |
| 2024 | Bóng của thị thành             | Bà Kim          |           |       |
| 2024 | Đừng khóc anh đây rồi          | Bà Phương       |           |       |

### Phim chiếu mạng
| Năm  | Tựa                    | Vai      | Ghi Chú |
| ---- | ---------------------- | -------- | ------- |
| 2021 | Ghé bẹo ghẹo ai?       | Bà Xíu   |         |
| 2021 | Chuyện nhà Tí          | Bà nội   |         |
| 2022 | Đây là ông già của tao | Bà Hương |         |
| 2023 | Chuyện nhà Tí 2        | Bà nội   |         |

### Kịch
- Cõi tình
- Dòng sông thao thức
- Chị tôi
- Nhà búp bê
- Cải tử
- Thạch Sùng
- Sống
- Nhân danh công lý
- Đời bỗng dưng yêu
- Đôi bông tai
- Tiếng nổ lúc không giờ
- Người cần được bảo vệ
- Đời chỉ có một lần
- Gươm lạc giữa rừng hoa
- Hành trình vượt dốc
- Mimosa
- Lửa của rừng
- Cho tình yêu mai sau
- Thời con gái đã xa
- Nhân danh công lý
- Người đàn bà mộng du
- Cơn mê cuối cùng
- Khoảnh khắc tình yêu
- Tình yêu cho hai người
- Mênh mông tình mẹ
- Thú...yêu thương
- Ngôi nhà không có đàn ông
- Người lạ, người thương rồi người dưng
- Và nhiều vở kịch nói khác

### Hài kịch
- Hay quên
- Chợ tình
- Tình yêu thương
- Mảnh tình con
- Loạt tiểu phẩm trong Tài tiếu tuyệt
- Loạt tiểu phẩm trong Chuyện gia đình Vàng
- Và nhiều vở hài kịch khác

### Chương trình truyền hình
| Năm  | Tên chương trình               | Vai trò          |
| ---- | ------------------------------ | ---------------- |
| 2005 | Chuyện cổ tích bây giờ         | Dẫn chương trình |
| 2006 | Chuyện cổ tích bây giờ         | Dẫn chương trình |
| 2010 | Tìm bạn tâm giao               | Khách mời        |
| 2013 | Tài tiếu tuyệt                 | Diễn viên        |
| 2014 | Tài tiếu tuyệt                 | Diễn viên        |
| 2014 | Chiếc thìa vàng                | Giám khảo        |
| 2014 | Vitamin cười                   | Diễn viên        |
| 2014 | Kỳ án Đông Tây kim cổ          | Diễn viên        |
| 2015 | Chiếc thìa vàng                | Giám khảo        |
| 2015 | Nghìn lẻ một chuyện            | Khách mời        |
| 2015 | Người dẫn chương trình         | Diễn viên        |
| 2016 | Chiếc thìa vàng                | Giám khảo        |
| 2016 | Nghìn lẻ một chuyện            | Khách mời        |
| 2016 | Cha con hợp sức                | Giám khảo        |
| 2016 | Cười xuyên Việt - Tiếu Lâm Hội | Giám khảo        |
| 2016 | Hát cùng mẹ yêu                | Ca sĩ            |
| 2017 | Hát cùng mẹ yêu                | Ca sĩ            |
| 2017 | Chuyện gia đình vàng           | Diễn viên        |
| 2017 | Ca sĩ giấu mặt mùa 3           | Giám khảo        |
| 2017 | Hát câu chuyện tình            | Giám khảo        |
| 2017 | Kịch cùng bolero               | Giám khảo        |
| 2017 | Cha con hợp sức                | Diễn viên        |
| 2017 | Thiên đường ẩm thực            | Khách mời        |
| 2017 | Khẩu vị ngôi sao               | Khách mời        |
| 2017 | Là vợ phải thế                 | Khách mời        |
| 2018 | Gia đình nghệ thuật            | Giám khảo        |
| 2018 | Kịch cùng Bolero               | Giám khảo        |
| 2019 | Gương Mặt Thân Quen mùa thứ 7  | Giám khảo        |
| 2019 | Sắc đẹp Hoàn Vũ                | Giám khảo        |
| 2019 | Ký ức vui vẻ                   | Khách mời        |
| 2019 | Người cùng tên                 | Khách mời        |
| 2019 | Sao Nối Ngôi                   | Giám khảo        |
| 2020 | Gương Mặt Thân Quen mùa thứ 8  | Giám khảo        |
| 2020 | Ký ức vui vẻ                   | Khách mời        |
| 2020 | Siêu thủ lĩnh                  | Giám khảo        |
| 2020 | Studio H9 – Hẹn cuối tuần      | Khách mời        |
| 2020 | Lò võ tiếu lâm                 | Giám khảo        |
| 2021 | Vang bóng một thời             | Khách mời        |
| 2021 | Chuyện cuối tuần               | Khách mời        |
| 2022 | Thuận vợ thuận chồng           | Diễn viên, MC    |
| 2022 | Nông dân xin chào              | Ca sĩ, MC        |
| 2022 | Khi ta 20                      | Khách mời        |
| 2022 | The Khang Show                 | Diễn viên        |
| 2023 | Thuận vợ thuận chồng mùa 2     | Diễn viên, MC    |
| 2023 | Hãy là số 1!                   | Giám khảo        |
| 2024 | Anh trai "say hi"              | Khách mời        |

- Và nhiều chương trình truyền hình khác

## Giải thưởng
- "Huy chương vàng" tại Liên hoan Sân khấu nhỏ toàn quốc lần 1 tổ chức tại Quảng Ninh.
- ''Huу ᴄhương ᴠàng'' tại Hội diễn ѕân khấu kịᴄh nói toàn quốᴄ (1991).
- ''Huу ᴄhương ᴠàng'' tại Liên hoan Sân khấu mùa thu (1998).
- Hãng phim truуền hình TFS bình ᴄhọn ''Diễn ᴠiên хuất ѕắᴄ nhất'' (2001).
- ''Giải quán quân'' tại Hát cùng mẹ yêu[8] (2017).

Và nhiều giải thưởng lớn nhỏ khác
| Năm  | Giải thưởng               | Hạng mục                                       | Tác phẩm                     | Kết quả   | Nguồn |
| ---- | ------------------------- | ---------------------------------------------- | ---------------------------- | --------- | ----- |
| 1992 | Giải Hội Điện Ảnh TP. HCM | Diễn ᴠiên phụ хuất ѕắᴄ                         |                              | Đoạt giải |       |
| 1993 | Giải Tạp Chí Điện Ảnh     | Diễn viên phụ xuất sắc                         |                              | Đoạt giải |       |
| 1997 | Giải Mai Vàng             | Nữ nghệ sĩ kịch nói                            | Mênh mông tình mẹ            | Đoạt giải |       |
| 2010 | HTV Awards                | Nghệ sĩ kịch được yêu thích nhất               |                              | Đoạt giải |       |
| 2012 | Giải Hội Điện Ảnh TP. HCM | Diễn ᴠiên phụ хuất ѕắᴄ                         |                              | Đoạt giải |       |
| 2013 | Giải Tạp Chí Điện Ảnh     | Diễn ᴠiên phụ хuất ѕắᴄ nhất                    |                              | Đoạt giải |       |
| 2014 | HTV Awards                | Nghệ sĩ thân thiện tại                         |                              | Đoạt giải |       |
| 2015 | Giải Cánh Diều            | Nữ diễn viên phụ xuất sắc nhất phim điện ảnh   | Quả tim máu                  | Đoạt giải |       |
| 2017 | Giải Hội Điện Ảnh TP. HCM | Nữ diễn viên phim điện ảnh xuất sắc nhất       | Có căn nhà nằm nghe nắng mưa | Đoạt giải |       |
| 2019 | VietFilmFest              | Nữ diễn viên chính xuất sắc nhất               | Có căn nhà nằm nghe nắng mưa | Đoạt giải |       |
| 2023 | Giải Ngôi Sao Xanh        | Nữ diễn viên chính xuất sắc nhất phim điện ảnh | Hạnh phúc máu                | Đề cử     |       |